# Hendrik Lodewijk Drucker
Hendrik Lodewijk Drucker (Amsterdam, 11 augustus 1857 – Den Haag, 5 september 1917) was een Nederlands jurist, hoogleraar en liberaal politicus met als hoofdthema sociale rechten. Hij richtte de Liberale Unie op en werd later lid van de Vrijzinnig-Democratische Bond (VDB). Hij diende 15 jaar als lid van de Tweede Kamer, daarna in de Senaat. Hij heeft grote invloed gehad op het verbeteren van de omstandigheden van arbeiders, onder andere door verbetering van wetgeving en het schrijven daarover. Hij was een halfbroer van de politicus en feminist Wilhelmina Drucker.

## Levensloop
Hendrik Lodewijk Drucker heette tot 1865 H.L. Temme, omdat zijn vader hem pas bij acte van 18 april 1865 wilde erkennen. In 1869 huwden zijn (Duitse) ouders. Hij was de halfbroer van Wilhelmina Drucker, de bekende feministe met wie hij overigens sporadisch contact had.
Hendrik Drucker volgde een opleiding aan de Leidse HBS (1870-1875) en studeerde daarna van 1875 tot 1879 hedendaags en Romeins recht aan de Rijksuniversiteit Leiden. Van 1879 tot 1880 studeerde hij aan de hogeschool van Leipzig. In 1882 werd Drucker hoogleraar Romeins recht aan de Rijksuniversiteit Groningen en daarna vanaf 1889 hoogleraar Romeins recht aan de Rijksuniversiteit Leiden, als opvolger van Willem Matthias d'Ablaing (1851-1889) die plotseling was overleden.
Van 1886 tot 1889 was hij liberaal lid van de gemeenteraad van Groningen en van 1891 tot 1901 lid van de gemeenteraad van Leiden. In 1894 werd hij voor het kiesdistrict Groningen in de Tweede Kamer gekozen. In 1901 was hij medeoprichter van de links-liberale Vrijzinnig-Democratische Bond (VDB). Van 1901 tot 1913 was Drucker fractievoorzitter van de VDB in de Tweede Kamer.
Als raadadviseur op het ministerie van Justitie (1890-1900) was hij betrokken bij de totstandkoming van de kinderwetten van 1901. Hij was mede-ontwerper van de Wet op de Arbeidsovereenkomst.
Van 1913 tot 1917 was hij Eerste Kamerlid voor de provincie Noord-Holland.
Drucker vervulde in zijn leven tal van nevenfuncties; zo was hij van 1909 tot 1912 voorzitter van de Nederlandse Juristen-Vereniging.